# Bagrat IV (roi de Géorgie)
Pour les articles homonymes, voir Bagrat.
Bagrat IV (en géorgien : ბაგრატ IV ; Bagrat IV ; 1018-1072) est un roi de Géorgie de la dynastie des Bagratides ayant régné de 1027 à 1072.

## Biographie

### Jeunesse
Bagrat IV est le fils du roi Georges Ier de Géorgie et de sa première épouse, la princesse arménienne Mariam, fille du roi Sénéqérim-Hovhannès de Vaspourakan. Il monte sur le trône à l’âge de 9 ans, à la mort de son père, en août 1027. Conformément à l’accord passé lors de la défaite de son père, le jeune roi a été otage à Constantinople de 1022 à 1025.

### Byzance et les affaires géorgiennes
De retour dans son pays, Bagrat IV doit tout d’abord affronter l’opposition d’un  parti de nobles qui sollicite l’intervention de l’empereur byzantin dans les affaires intérieures de la Géorgie. Ils sont menés par Démétrè de Klarjéthie, fils de Gourgen (II), issu d’une branche cadette des Bagratides dépossédée par le roi Bagrat III de Géorgie en 1011.

### Traité de paix
La seconde guerre entre Byzance et la Géorgie se termine après la mort de l’empereur Constantin VIII (12 novembre 1028), lorsque la reine mère Mariam se rend à Constantinople pour négocier avec le nouveau Basileus Romain III Argyre en 1030-1031. Bagrat est reconnu roi de Géorgie et obtient de Byzance le titre de curopalate, qui avait été décerné à ses ancêtres ; il épouse en 1032 Hélène, la nièce de Romain III Argyre et la fille de Basile Argyre. La princesse grecque disparaît l’année suivante et Bagrat IV s'unit avec Boréna, la sœur du roi Dorghol d’Ossétie.

### Nouvelle révolte
Les Byzantins interviennent de nouveau dans la politique géorgienne en soutenant  Démétrius, le demi-frère de Bagrat, qui s’est révolté et réfugié à Constantinople avec sa mère Alda après avoir livré aux Grecs la forteresse d’Anakopia (Anacophis) en Abkhazie. Bien que Bagrat réussisse à vaincre Démétrius, qui s’est proclamé roi (1035-1040), la place forte reste aux mains des Byzantins.

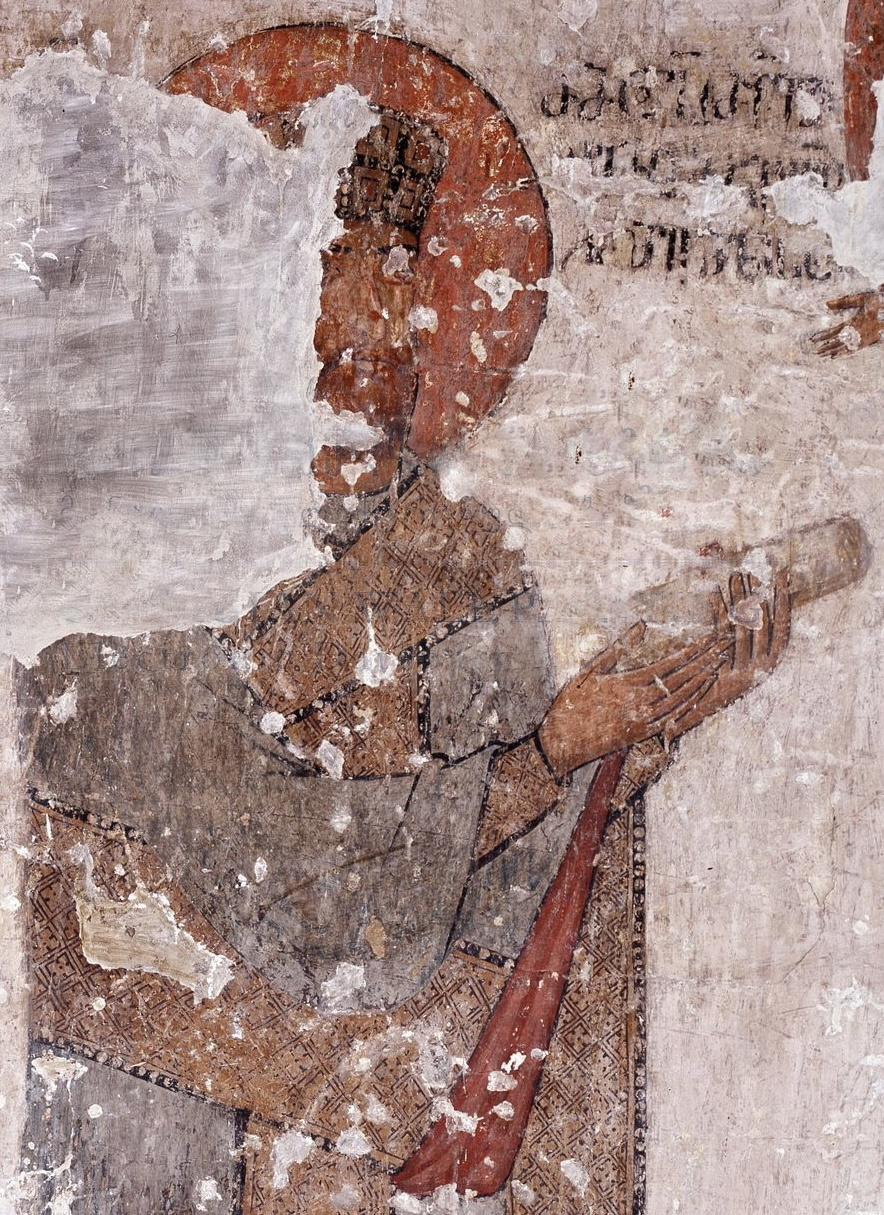
Bagrat IV

### Prise et perte de Tiflis
Le roi Bagrat IV cherche également à reprendre Tiflis, l’antique capitale de l’Ibérie, qui est aux mains des musulmans depuis l’année 645. Son vassal, le prince Liparit IV Orbéliani, manque d'y parvenir en 1032. Il a en effet capturé dans un combat l'émir de Djafar (Tiflis) et attend la reddition de la ville. Bagrat IV, craignant que la possession de l’ancienne capitale ne donne trop de puissance à son vassal, l’oblige à rendre sa liberté à l’émir. Entre 1038 et 1040, le roi Bagrat IV, accompagné du prince Gagik Ier de Kakhétie vient lui-même assiéger la ville. Avant que les musulmans n'acceptent la reddition, le roi lève le siège, craignant une nouvelle fois la puissance des princes Orbéliani.

### Les Géorgiens à Ani
En 1045, Bagrat occupe temporairement Ani, la capitale des Bagratides d’Arménie, à la demande de la population qui refuse l’annexion de leur pays par l’Empire byzantin.

### Dernière rébellion
Le prince Liparit IV Orbéliani se révolte à son tour en 1047, après avoir soutenu une nouvelle tentative du prétendant Démétrius avec l’aide de Byzance. Bagrat IV doit confier le pouvoir à son jeune fils, Georges II de Géorgie (1054-1059), et se réfugier  dans le Caucase puis à Trébizonde, avant finalement de gagner Constantinople. Il se réconcilia avec l’empereur Constantin X Monomaque et rentre dans son pays. Le prince Liparit IV Orbéliani, qui s’est intronisé régent de Géorgie, obtient de son côté la Meschie (province du sud-ouest de la Géorgie).

### Soumission de Tiflis
Malgré cette nouvelle guerre civile, Bagrat IV peut enfin réduire à l’état de vassal l’émirat de Tiflis lorsque Liparit est capturé puis relâché par les Seldjoukides en 1048.

### Fin de règne et mort
Liparit IV Orbéliani s’exile à Constantinople en 1059, où il devient moine sous le nom d’Antoine. Le roi Bagrat IV qui est finalement sorti vainqueur de toutes ces épreuves, meurt le 24 novembre 1072.

## Mariages et descendance
Bagrat IV contracte successivement deux unions :
1) en 1033, avec Hélène, fille de Basile Argyros et nièce de l’empereur byzantin Romain III Argyre ;
2) avec Boréna d’Ossétie, dont sont issus :
- Georges II de Géorgie ;
- Marthe, rebaptisée Marie et connue sous le nom de Marie d'Alanie ;
- Marie, épouse vers 1091 de Théodore Gavras, duc de Trébizonde.